# Weßlinger See
De Weßlinger See is een meer in de Duitse deelstaat Beieren met een oppervlakte van 17 ha. Het meer ligt in de plaats Weßling, circa 28 km ten westzuidwesten van München.

## Ontstaan
Het meer ligt in een landschap, dat in de ijstijd is gevormd. Waarschijnlijk is het ontstaan als een doodijsgat tijdens het Würm Glaciaal toen een deel van de gletsjertong, die het bekken van Ammersee en Starnberger See had uitgegraven, afbrak en onder de gletsjerstroom diep in het sedimentair gesteente werd gedrukt. Toen dit deel van de gletsjer als laatste smolt ontstond een bijna cirkelvormig meer, dat in het Duits Söll wordt genoemd.

## Ecologie
De Weßlinger See is een geïsoleerd meer, dat wil zeggen dat het geen natuurlijke toestroom en afvoer van water heeft maar uitsluitend door ondergrondse bronnen wordt gevoed. Om die reden is er geen natuurlijk visbestand. Vis die in het verleden werd uitgezet stierf keer op keer aan zuurstofgebrek. De vissterfte werd nog bevorderd door de intensieve veehouderij in de omgeving met inzet van vloeibare mest. Om de waterkwaliteit te verbeteren werd eind jaren 1970 in het midden van het meer een zuurstofpomp geïnstalleerd. Deze pompt perslucht in het meer en laat op vaste tijden, net als bij een geiser, water omhoog schieten.

## Wetenswaardigheden
- Eind 1904 betrok de neuropatholoog en psychiater Alois Alzheimer, bekend door de naar hem genoemde ziekte van Alzheimer, een villa aan het meer die nog steeds in het bezit van de familie is.[1]
- Vroeger was de Weßlinger See eigendom van graaf Toerring in Seefeld die in 1968 het meer voor 200.000 Duitse mark aan de gemeente Weßling verkocht.

## Afbeeldingen

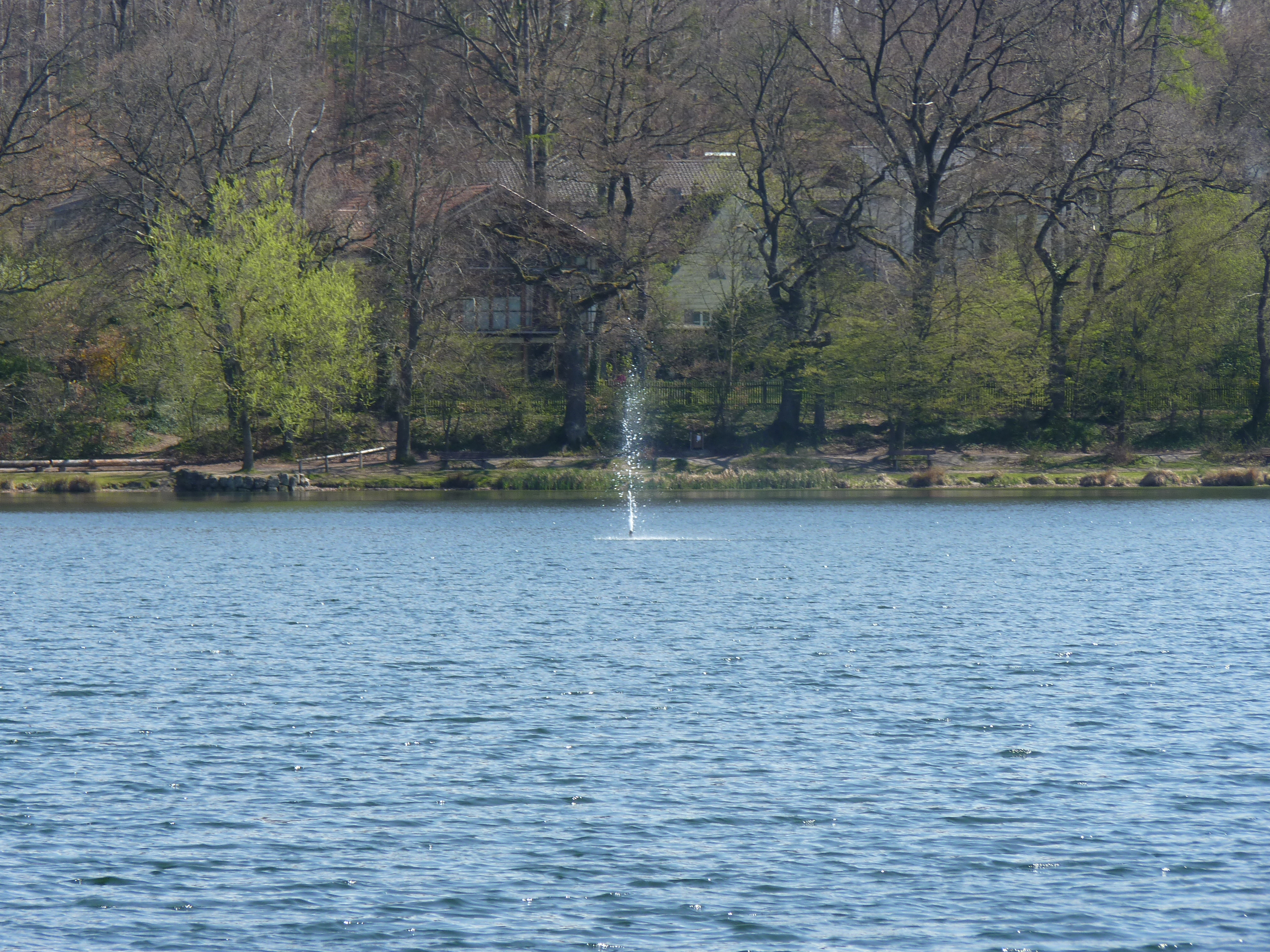
De fontein in het midden van het meer
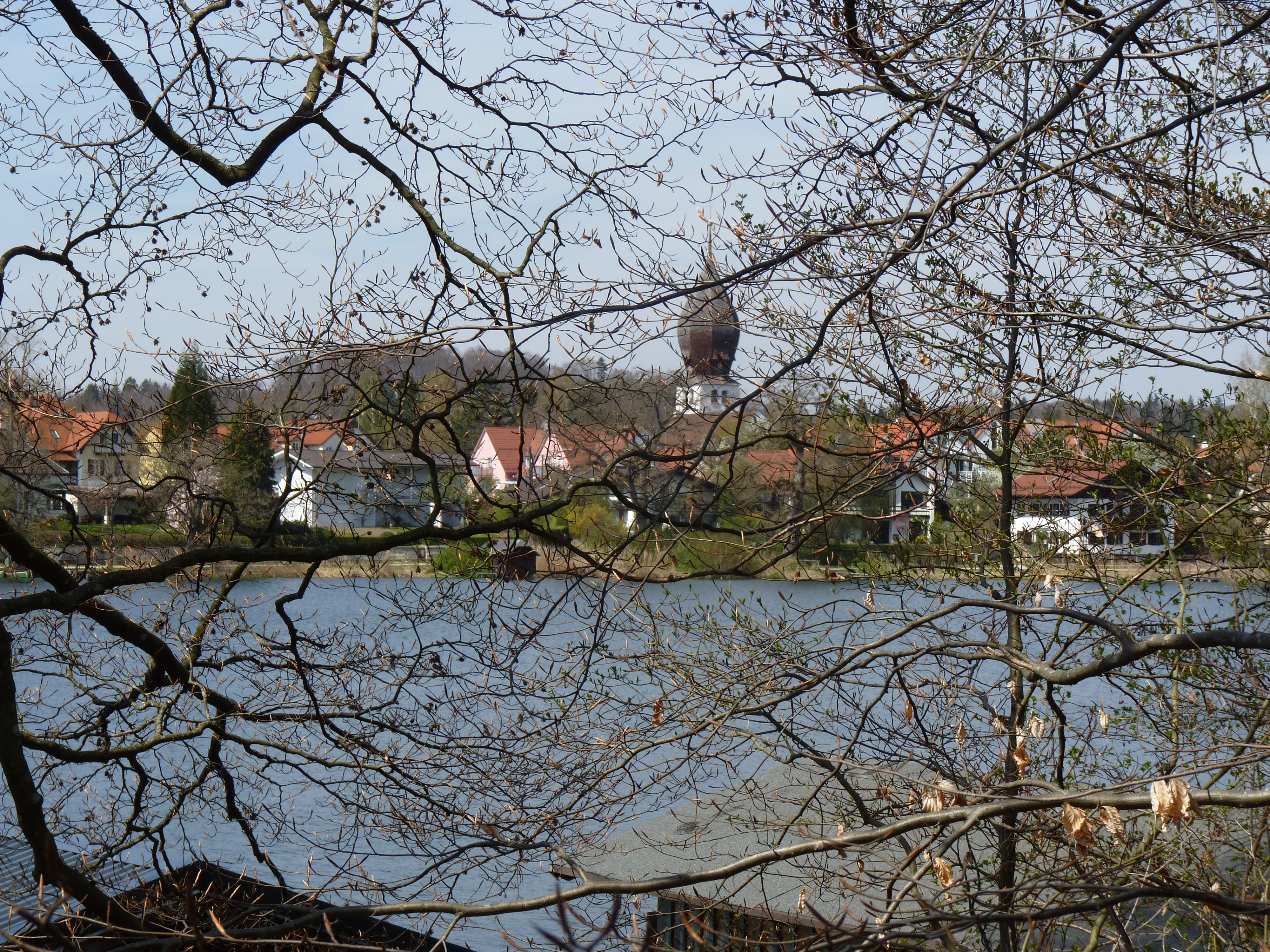
Blik door de bomen op de toren van de parochiekerk
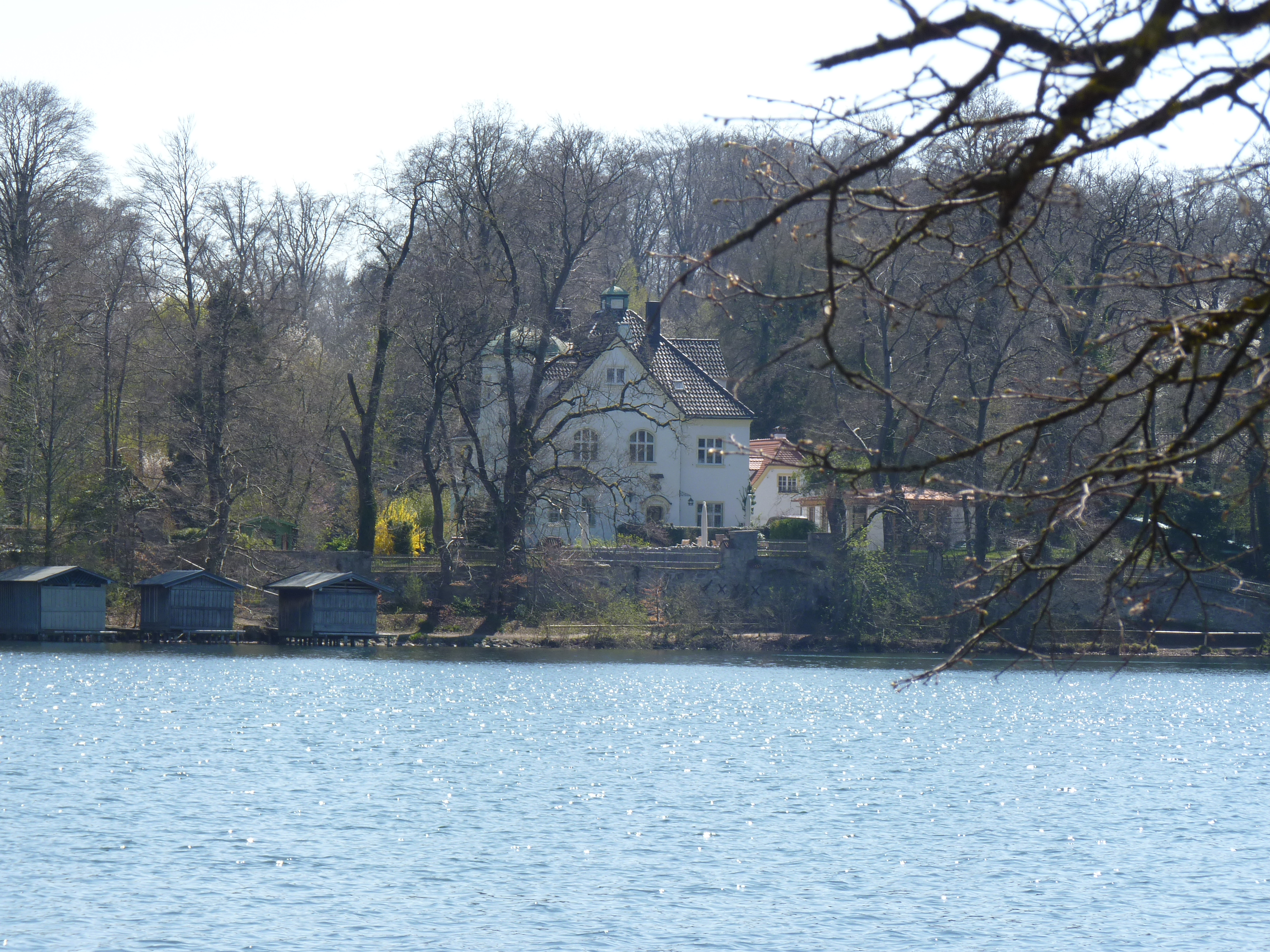
De villa van Alzheimer aan de rand van het meer